# Tejp
För andra betydelser, se Kassettband eller Magnetband.

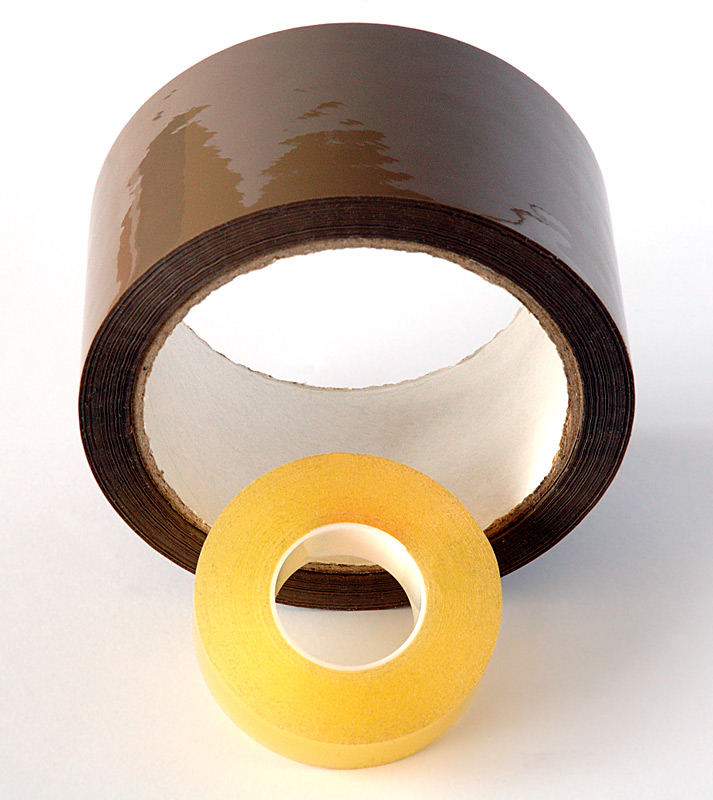
Tejprullar.

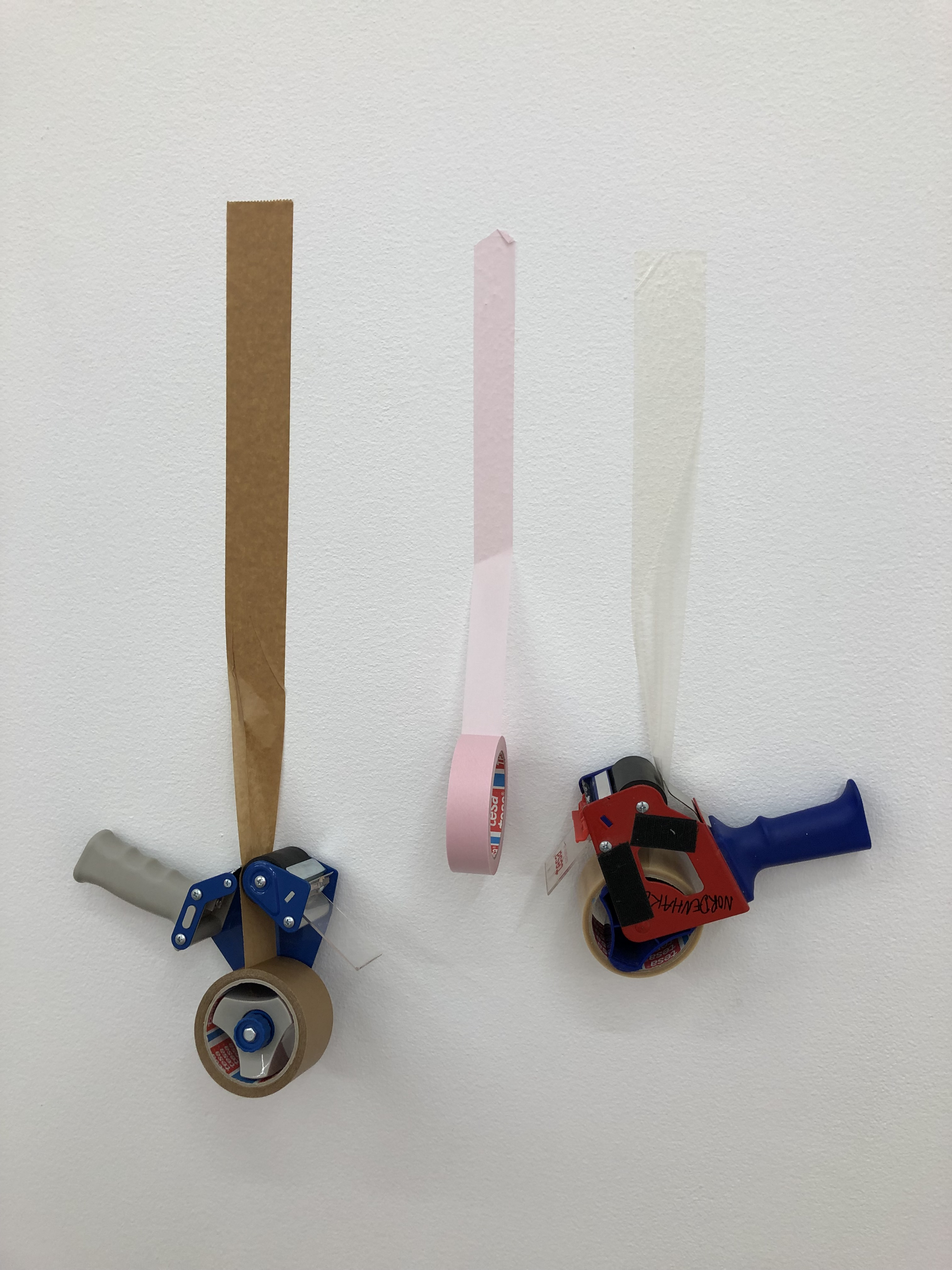
Tre olika tejper uppsatta på en vägg.

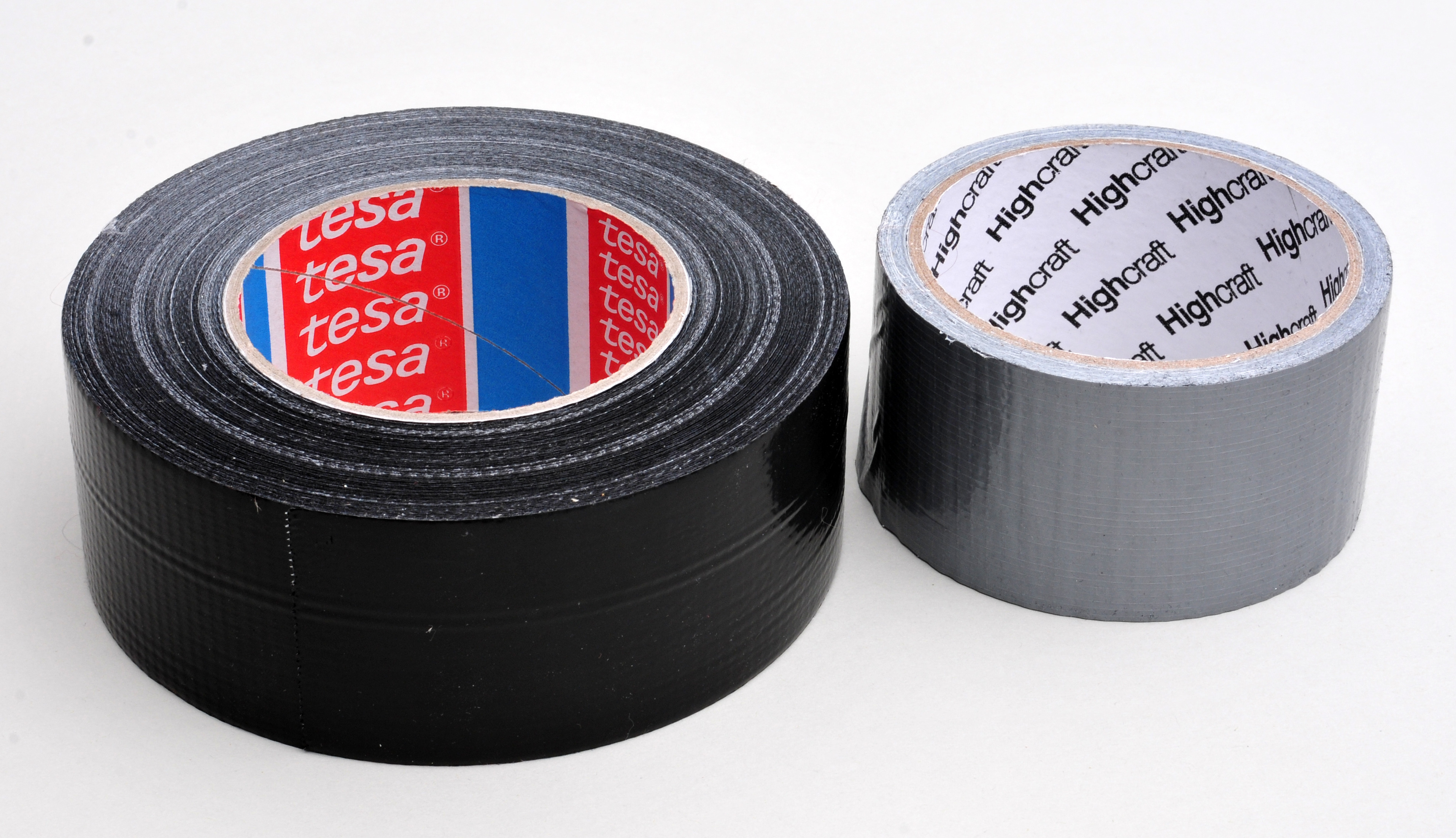
Silvertejp, även kallat gaffatejp.

Tejp är ett tunt självhäftande band som används för att sammanfoga föremål. Vanligtvis är endast en sida häftande, men dubbelhäftande tejp där bägge sidor är häftande förekommer också. Tejpen brukar vara upplindad på en rulle och kan placeras i en tejphållare. Tejp finns av flera olika typer för specialanvändning.
Den allra första tejpen som tillverkades utvecklades 1845 av kirurgen Horace Day. Häfta är tejp anpassad för att användas på huden (plåster fäster med häfta), för omplåstring eller i förebyggande syfte mot till exempel skavsår[källa behövs].

## Definition av tejp
Självhäftande tejp fick i november 1968 följande definition av Sveriges Standardiseringskommission (SIS):
"Med självhäftande tejp förstås band av metall, plast, papper o.d. försett med häftämne på en sida eller på båda sidorna."

## Konstruktion och uppbyggnad
Tejp (försvenskad stavning av engelskans "tape" för remsor/band) är den gemensamma termen för gummerade och självhäftande band, baserade på olika material. Man skiljer på klisterremsor och självhäftande tejp. Självhäftande tejp fordrar inte någon tillsats i form av vatten eller lösningsmedel för att ge en god fästkraft mot olika material, till skillnad mot klisterremsor.
Tejp är tillverkad av två huvudbeståndsdelar – ryggmaterial och häftämne. Dessa kan spaltas upp ytterligare. Tejpremsan består i allmänhet av fyra skikt som samtliga påverkar tejpens egenskaper:
- Släppskikt - ser till att skikten i rullen släpper från varandra, måste alltså vara anpassat till häftämnet.
- Ryggmaterial - själva bandet.
- (Förankring) - används om häftämnet inte är tillräckligt för att hålla ryggen.
- Häftämne - Ser till att ryggmaterial och eventuellt förankring fäster på underlaget när tejpen används

### Ryggmaterial
Ryggmaterialet är den del som ger tejpen de flesta av dess egenskaper, till exempel draghållfasthet, rivstyrka och formbarhet. Vidare påverkas egenskaper som tålighet mot värme, kyla, fukt, kemikalier och elektricitet.
Tejp kan vara gjord av många olika material. De vanligaste förekommande är papper (slätt eller kräppat), cellofan, acetat, PVC, polyester, teflon, aluminium, väv, polyeten eller fiberarmerade material som glas, rayon eller nylon. För att anpassa tejpen till speciella ändamål förekommer även kombinationer av de uppräknade ryggmaterialen. Sålunda förekommer lamineringar av till exempel polyester/papper, väv/polyeten, acetat/glasfiber, papper/rayonfiber och så vidare. Ryggmaterialet är ofta impregnerat för att bli starkare och ha bättre motståndskraft mot olika påfrestningar. Dessutom kan det vara färgat.

### Häftämne
Häftämnet är i huvudsak sammansatt av gummi och harts eller akrylat. Den elastiska gummimassan, som ger häftämnet dess inre hållfasthet och formbarhet, kan vara syntetiskt gummi, rågummi eller bearbetat avfallsgummi. Hartsblandningen ger massan häftförmåga mot andra ytor. Häftämnen är i regel avpassade så att de har bäst häftförmåga vid rumstemperatur (omkring plus 20° C).
Häftämnena kan varieras ytterligare, till exempel genom att göras snabbhäftande eller växtfasta. I första fallet är tejpen oftast försedd med mycket och mjukt häftämne och behöver litet eller inget tryck för att fastna. Häftämnen har emellertid en tendens att flyta ut i kanterna och torka snabbare. Det växtfasta häftämnet fastnar mer och mer ju längre det sitter. I detta fall gäller det för fabrikanten att avpassa häftämnet till vad de olika tejperna ska användas till. Det finns också tejper som är ytterligt låghäftande för vissa ändamål. Vissa tejper förses med så kallade värmehärdande häftämnen. Det innebär att om tejpen när den är fastsatt utsätts för viss värme så ökar häftförmågan och man får en större motståndskraft mot värme och lösningsmedel.

### Förankring
Förankring är ett bindande skikt som håller häftämnet till ryggmaterialet.

### Släppskikt
Släppskiktet består av en beläggning på ryggmaterialet som gör tejpen mer eller mindre lätt att rulla av. Detta skikt påverkar möjligheten till grafiskt tryck på tejpen så till vida att ju mer lättavrullad tejp desto mindre tryckbarhet. På dubbelhäftande tejper har släppskiktet ersatts med häftämne. Oftast används en så kallad "liner" av papper eller plast för att skilja de två häftlagren från varandra.
Förutom att man skiljer tejper åt på ovan angivna sätt skiljer man även på förstärkta, laminerade och andra specialuppbyggda tejper.
Blåsor i häftämnet uppfattas ofta som en felaktighet hos tejpen. Så är emellertid ej fallet.
En del färsk tejp med hårt häftämne är full med blåsor i häftytan. Dessa minskar vid långtidslagring och har i allmänhet ingen betydelse för häftförmågan. En tejp med ett mjukare häftämne är i regel fri från detta slags blåsor. Häftmedlet smetar då emellertid gärna av sig och kan medföra vissa praktiska olägenheter.

## Lagring
All tejp har begränsad lagringstid. Man kan dock öka livslängden genom att följa föreskrifterna på tejpkartongerna. De flesta tejper skall lagras i torr, mörk och sval lokal. Följer man dessa regler kan de flesta tejper lagras i 2 till 3 år utan att nämnvärt förlora sina egenskaper. Tejper med till exempel akrylathäftämne har dock betydligt längre lagringsbeständighet.

### Torr lagring
Tejp bör lagras vid 30 till 55 procents relativ luftfuktighet. Vid lagring i fuktiga lokaler finns det risk för att tejpens basmaterial förändras. Till exempel kan cellofantejper deformeras - rullarna "teleskoperar" - papperstejper kan lösas upp och vissa häftämnen kan svälla.

### Mörk lagring
Det innebär att tejprullarna inte bör utsättas för onödigt ljus. Direkt solbestrålning brukar vara mycket skadlig. Ljus bryter ner både häftämnen, eventuella färgpigment och/eller tejpens basmaterial.

### Sval lagring
Innebär lagring vid temperaturer mellan plus 10 °C och plus 20 °C. Vid för höga eller för låga temperaturer kan häftämnet hårdna eller mjukna med minskad häftförmåga som följd. Mycket vanligt är att tejperna blir dubbelhäftande, det vill säga att häftämnet fastnar på följande varvs ovansida. För de flesta tejpkvaliteter gäller dock att de kan bli helt användbara igen om de lagras i normal temperatur under cirka ett dygn. Speciellt gäller detta om tejpen lagrats i låga temperaturer. Av betydelse är också att tejprullarna lagras liggande. På så sätt undviker man att rullen deformeras eller att tejpen brister.
En för varm lagring av tejpen minskar väsentligt tejpens lagringsduglighet. Varje tiotal grader som temperaturen överstiger 20 °C minskar lagringstiden med cirka 50 procent.

## Några olika tejpsorter

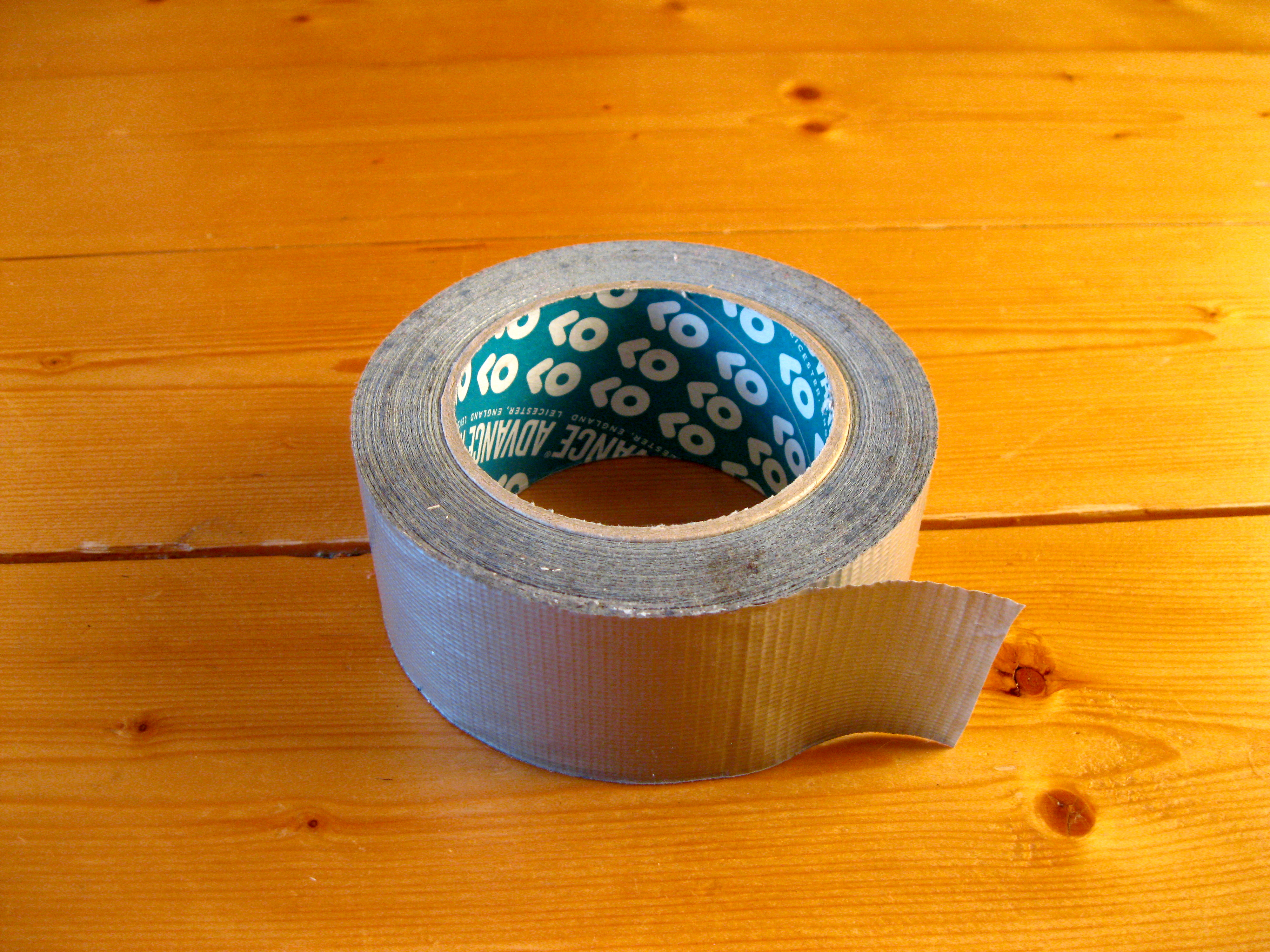
Silvertejp.

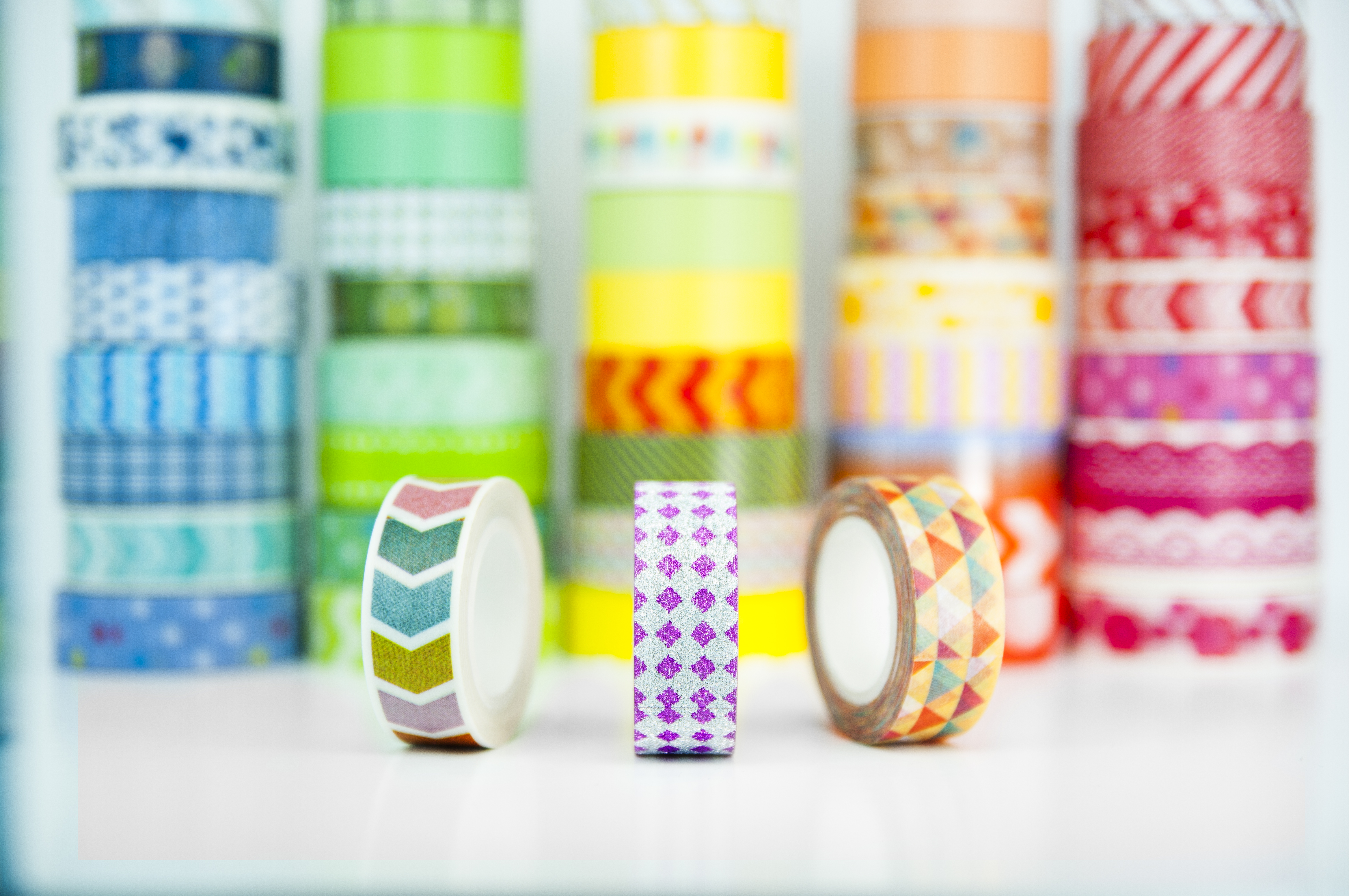
Washitejp.

- Alutejp, kortform för aluminiumtejp, är en tejp med ett yttre skikt av aluminiumfilm. Används som störningsskydd, skärmning, fuktspärr, reflektor, värmeskydd av kabelmantlar vid krympning, för förankring av värmekabel på till exempel vattenledningsrör etcetera.
- Byggfolietejp, är en benämning på tejper som används för att skarva, laga och täta byggfolie av polyeten, avsedd för luft- och ångspärrar.
- Byggtejp för användning vid skarvning, tätning, fixering samt korttidsmaskering på betong.
- Coachtejp, ibland även kallad sporttejp eller idrottstejp. Används för avlastning och stabilisering av muskler och ledband.
- Dokumenttejp för osynlig fastsättning och reparation av dokument och manuskript.
- Dubbelhäftande tejp har häftämne på båda sidor av tejpen. Tejpen används för att fästa samman två olika material. Dubbelhäftande tejp är mycket använt inom pyssel och hobby så som scrapbooking och korttillverkning. Viktigt att tänka på är att tejpen ska vara syrafri för användning tillsammans med fotografier.
- Eltejp är en tejp som används för att isolera elektriska ledare. Tejpen tillverkas av olika plaster, men vinyl används oftast. Det ger en elastisk tejp som medför en bättre isolering som håller länge. Eltejp är dessutom ofta mer UV-beständig än andra tejper. Detta i kombination med att tejpen är elastisk har lett till att den används till många andra ändamål än isolering.
- Gaffatejp (egentligen gaffertejp från filmbegreppet gaffer) är precis som silvertejpen en vävtejp, men med häftämne av syntetgummibas som - i motsats till silvertejp - inte lämnar limrester på kablar och utrustning vid borttagning vilket gör den användbar för tillfälliga fastsättningar av till exempel kamerastativ, mikrofonbommar och dylikt.
- Glasfibertejp är en tejp av glasfiber och med värmehärdande häftämne. Den används för isolering, fasthållning av kablar och utrustning i elektriska apparater. Tejpen har en hög dragkraftsförmåga.
- Isoleringsband är en dubbelhäftande tejp av textil, vanligen i färgerna svart eller vitt och av 1 cm bredd. På grund av sin stora kladdighet förvaras rullar med isoleringsband vanligen i plåtdosor. Ej att förväxla med eltejp, trots det näraliggande användningsområdet: isolering av elektriska ledare och installationer.
- Kardborrtejp är tejp där ryggmaterialet består av ett kardborrband.
- Maskeringstejp används till maskering vid målning (det vill säga täcka ytor där färg inte ska hamna). Oftast en spröd papperstejp med låg vidhäftning.
- Packtejp är den mest använda typen av tejp.[4] Den används främst vid förslutning av kartonger, men även vid buntning, påsförslutning, maskering och märkning. För länge sedan tillverkades den av cellofan som senare ersattes av PVC. PVC används fortfarande men idag är tejpen i första hand tillverkad av den miljövänliga plasten polypropen (PP). Den finns i olika färger och med olika egenskaper beroende på ändamål.
- Ritbordstejp. Ett slags dokumenttejp för att fästa papper eller film på ritbordet;
- Varningstejp är en bred tejp med svart-gula diagonala ränder. Självhäftande varningstejp används bland annat för att markera farliga kanter.
- Vulktejp är en kallapplicerad vulkduk för tätning av oregelbundna föremål. Den används vid grentätning av kablar, utfyllnad vid kabelskarvning, tätning mellan kabel och skyddsrör eller skarv på skyddsrör, ändtätning av kabel under lagring och hantering, tätning vid väggenomföring med mera. Ett måste vid dragning av parabolkabel (koaxial) till lnb (microvågshuvuden) för att inte fukt och regn skall tränga in. Lindas i skarven mellan lnb och kabeln.
- Märktejp är tejp, där ryggmaterialet kan beskriftas för att märka upp föremål.
- Silvertejp är en vävtejp med häftämne av naturgummibas. Ytterst kraftig och vattenavvisande vilket gör den lämplig till allt från hopdragning av rör, tätning av ammunitionslådor till fastsättning av karossdetaljer. Kallas även duct-tejp efter engelskans duct tape.
- Vävtejp. En tejp där ryggen är armerad. Vanligen används gasväv eller segelduk som armeringsmaterial, men även glas- och kolfiberväv förekommer om belastningskraven är höga.
- Washitejp. En dekorativ tejp gjord av japanpapper. Den används när man pysslar.